# 蓬索
蓬索（義大利語：Ponso），是意大利威尼托大区帕多瓦省的一个市镇。总面积10.93平方公里，人口2429人，人口密度222.2人/平方公里（2009年）。国家统计（ISTAT）代码为028067。